# 贝尔蒙泰皮切诺
贝尔蒙泰皮切诺（義大利語：Belmonte Piceno），是意大利费尔莫省的一个市镇。总面积10.58平方公里，人口674人，人口密度63.7人/平方公里（2009年）。ISTAT代码为044008。